# Браво, Лукас
Лукас Браво (родился 26 марта 1988 г.) — французский актер и модель. Известен участием в романтической комедии Netflix «Эмили в Париже» в роли шеф-повара Габриэля, соседа главной героини.

## Биография
Лукас Браво родился 26 марта 1988 года в Ницце, Приморские Альпы; сын бывшего французского футболиста Даниэля Браво и певицы Евы Браво. Он посещал лицей Пастера в Нейи-сюр-Сен.
Браво дебютировал на экране в Sous le soleil de Saint Tropez (2013). В следующем году он появился в роли Антуана Муфла во французском комедийно-драматическом фильме « Сливки общества» режиссера Ким Шапирон. С 2020 года он вместе с Лили Коллинз играет главную роль в романтическом комедийном сериале Netflix «Эмили в Париже» в роли шеф-повара Габриэля, соседа Эмили снизу и ее любовного увлечения.
Браво снялся в фильме «Миссис Харрис едет в Париж» с Лесли Мэнвилл, Изабель Юппер и Джейсоном Айзексом в постановке Энтони Фабиана по одноименной новелле Пола Галлико. В августе сообщалось, что он появится в грядущем фильме Дина Крейга «Медовый месяц» вместе с Марией Бакаловой. В октябре 2021 года он снялся в романтической комедии «Билет в рай» с Джорджем Клуни, Джулией Робертс и Кейтлин Девер в главных ролях, срежиссированной Олом Паркером.
Браво является профессиональной моделью, представленной агентством Viva в Париже.

## Фильмография
Кино
| Год  | Название                   | Роль    | Примечания      |
| ---- | -------------------------- | ------- | --------------- |
| 2022 | Миссис Харрис едет в Париж | Андре   |                 |
| 2022 | Билет в рай                | Пол     |                 |
| 2024 | Женщины с балкона          | Маньяни |                 |
| TBA  | The Honeymoon              | Giorgio | Post-production |
| TBA  | Turn Up The Sun!           |         |                 |

Телевидение
| Год                    | Заголовок                      | Роль        | Примечания   |
| ---------------------- | ------------------------------ | ----------- | ------------ |
| 2013                   | Sous le soleil de Saint-Tropez | Джефф       | 2 серии      |
| 2015                   | ТОС                            | Адриан      | 1 серия      |
| 2016                   | Плюс красавица ля ви           | Матье Гранж | 1 серия      |
| 2020 – настоящее время | Эмили в Париже                 | Габриэль    | Главная роль |